# Pierre Toura Gaba
Pierre Toura Gaba, né le 18 décembre 1920 à Maibyan, est un homme politique et diplomate tchadien. Après l'indépendance du Tchad, il fut le premier ministre des Affaires étrangères de 1960 à 1961.
Né le 18 décembre 1920 à Maibyan, près de Moissala, dans la préfecture de Moyen-Chari, dans le sud du Tchad. Il est d'origine Sara. Il est diplômé de l'Ecole Supérieure Edouard Renard de Brazzaville. Il enseigne dans des écoles primaires de villes telles qu'Ati, Abéché, Bongor et Fort-Archambault (l'actuelle Sarh). Il est alors l'un des quatre seuls instituteurs tchadiens en 1945.
Lorsque le Tchad était encore une colonie française, un conseil représentatif pour les africains fut mis en place en 1946 dans le cadre de l'Union française. Toura entre alors en politique et est élu dans ce conseil entre 1946 et 1956. Un an plus tard, il fonde le Parti Progressiste Tchadien (PPT) avec Gabriel Lisette, ce dernier devenant président de ce nouveau parti et Toura secrétaire-général. Le PPT est membre du Rassemblement Démocratique Africain, la principale fédération de partis africains fondée par Félix Houphouët-Boigny.
En 1956 la loi-cadre Deferre réforme le mode de scrutin, renforçant le rôle du PPT qui triomphe durant les élections. Toura fait partie des représentants élus et devient Ministre de l'Agriculture et du Commerce dans le gouvernement de Lisette en 1958. Un mois plus tard, en février 1958, Lisette perd sa position et Toura doit laisser sa position au sein du parti à François Tombalbaye qui, un mois plus tard, devient chef de gouvernement. De nouvelles élections en mai 1958 sont à nouveau gagnées par le PPT. François Tombalbaye prend la tête du gouvernement et nomme Toura Ministre des Travaux Publics et de la Communication.
Avec l'indépendance du Tchad le 11 août 1960, Tombalbaye devient le premier président de la république tchadienne et Toura le premier Ministre des Affaires Etrangères. Il est ainsi le chef de la délégationqui s'est rendue le 29 septembre 1960 à l'Assemblée des Nations Unies qui a permis l'admission de la République du Tchad à l'Organisation des Nations Unies.
En 1961, Toura est nommé Ministre de l'Education Nationale. Cependant, alors que le Président Tombalbaye devient plus suspicieux et autoritaire, Toura tombe en disgrâce et est arrêté en juillet 1962 pour avoir mené une «politique antinationale». Il reste en prison plusieurs années. Tombalbaye décide finalement de l'utiliser comme diplomate et le nomme ambassadeur d'Allemagne de l'Ouest en 1966. En 1973, Toura démissionne et part en exil en France où il écrit Non à Tombalbaye : fragments autobiographiques, son ouvrage circulant sous le manteau à partir d'août 1974 parmi les opposants tchadiens au régime de Tombalbaye. Durant cette période, le régime de Tombalbaye exerce une forte campagne de dénigrement contre lui notamment dans la presse écrite où l'ancien ambassadeur du Tchad en Allemagne de l'Ouest fut alors désigné systématiquement comme «ce haddad, ce forgeron, ce misérable déchet de notre société» [Info-Tchad, 19 février 1974). Haddad est un terme tchadien péjoratif, que l'on peut traduire par forgeron en français mais qui peut aussi avoir le sens d'esclave.
Après le coup d'Etat qui a renversé Tombalbaye en 1975, Toura retourne dans les services diplomatiques tchadiens et est nommé ambassadeur des États-Unis en 1977. Il occupera son poste jusqu'en 1979 avec le début de la Guerre civile tchadienne. Il fait alors une demande d'asile aux Etats-Unis, où il restera jusqu'en 1991, année où il peut retourner au Tchad avec la prise de pouvoir par Idriss Déby. Il est décédé le 29 septembre 1998 à N'Djamena.

## Publications
- Non à Tombalbaye : fragments autobiographiques, Editions L'Harmattan, mai 1998, 69 pages, EAN13:9782738465269